# هيرمان بوتوشنيك
هيرمان بوتوشنيك (22 ديسمبر 1892 - 27 أغسطس 1929) ويعرف بالإسم المستعار (هيرمان نوردونج)، كان ضابطًا في الجيش النمساوي المجري العرقي ومهندسًا كهربائيًا وباحث في مواضيع الملاحة الفضائية. يُنظر إليه بأنه من رواد وأصحاب الرؤية المستقبلية لرحلات الفضاء الحديثة، ويُذكر بشكل رئيسي لعمله في مجال سكن البشر في الفضاء على المدى الطويل.
1. ↑  Store norske leksikon | Herman Potočnik (بالنرويجية البوكمول والنرويجية النينوشك), ISSN:2464-1480, QID:Q746368